# Physical Science Study Committee
Il Physical Science Study Committee (PSSC) è stato un comitato scientifico istituito presso il Massachusetts Institute of Technology di Boston nel 1956 con lo scopo di sottoporre a revisione l'insegnamento della fisica nella scuola secondaria superiore.

## Storia
A promuovere l'iniziativa di innovazione didattica, nell'autunno del 1956, fu un gruppo di professori universitari di fisica guidato da Jerrold Zacharias e Francis Friedman, entrambi docenti del MIT: la fondazione del Physical Science Study Committee (PSSC) aveva l'obiettivo di esaminare le modalità di insegnamento dei corsi introduttivi di fisica nella scuola secondaria superiore dopo che molti insegnanti avevano espresso la convinzione che i libri di testo utilizzati nelle High school non fossero in grado di stimolare l'interesse degli studenti per la materia, né di insegnare loro a pensare e risolvere i problemi con l'approccio di un fisico.
Nel 1957, dopo il successo sovietico dello Sputnik, negli Stati Uniti d'America era diffuso il timore che il sistema didattico statunitense non riuscisse a dare una buona preparazione in campo scientifico; interpretando questo timore, in risposta, il governo decise di aumentare i finanziamenti alla National Science Foundation a sostegno del PSSC. Negli stessi anni si andarono realizzando altri testi e manuali di fisica, di livello liceale e universitario, che intendevano innovare la presentazione nei materiali didattici dei metodi tradizionali di insegnamento: tra questi manuali, vi era l'Harvard Project Physics (destinato a un pubblico liceale, frutto di un progetto sviluppato tra il 1962 e il 1972) e testi universitari come La fisica di Berkeley (anch'esso finanziato dalla NSF-National Science Foundation), affidato a un gruppo di specialisti, e La fisica di Feynman (incentrata sulla peculiare personalità di Richard Feynman).

## Membri originali

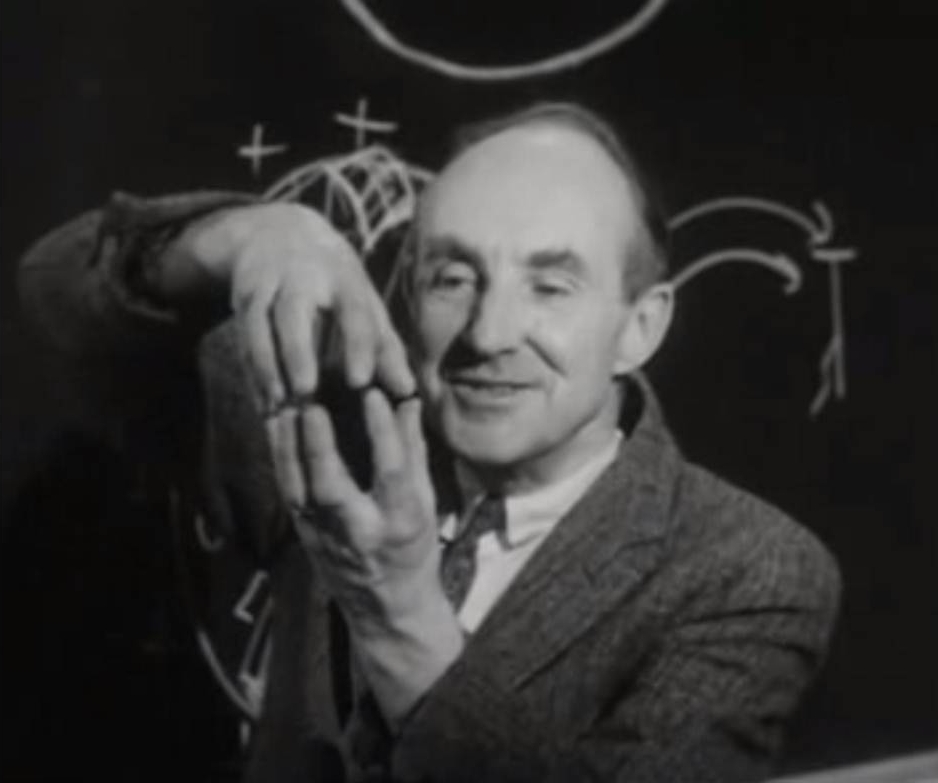
Eric Rogers spiega la legge di Coulomb

- Professor Jerrold Zacharias, chairman
- Professor Eric Rogers
- Professor Francis L. Friedman[3]
- Professor George Gamow
- Professor Sanford C. Brown[4]
- Professor  Victor Frederick Weisskopf

## Corso di fisica
Il materiale didattico creato dal gruppo di lavoro è stato progettato per sottolineare i principi fondamentali della fisica in modo da favorire la comprensione anziché la memorizzazione, in modo da rendere la materia più interessante per gli studenti.
La prima edizione del testo di fisica per la scuola superiore è apparsa nel 1960 e le sono succedute molte edizioni; assieme al libro di testo, fu resa disponibile una guide per gli insegnanti, oltre a filmati, test standardizzati per la verifica, e istruzioni per la costruzione di apparati sperimentali non molto costosi progettati dal PSSC stesso.

### Film didattici
A supporto dell'insegnamento in aula, furono realizzati numerosi film didattici, tra i quali:
- Coulomb's Law (La legge di Coulomb), di Richard Leacock, direttore e produttore, e con Eric M. Rogers, docente (1959)[2]
- Frames of Reference (Sistemi di riferimento) con Abraham Morochnik, Donald Ivey e Patterson Hume
- Random Events (Eventi casuali) con Donald Ivey e Patterson Hume
- John N. Shive, "Simple Waves"

### Edizione italiana
La versione italiana del corso, condotta sull'edizione originale del 1960 (D.C. Heath & Co di Boston), fu pubblicata da Zanichelli Editore, in due volumi, nel 1961, con l'aggiunta di un terzo volume, diviso in due parti, inteso come guida per gli insegnanti. La traduzione era di Vincenzo De Sabbata e Aulio Stura, la revisione del testo di Bruno Ferretti, Elio Fabri, Maria Ferretti.
I filmati didattici furono adattati in italiano a cura della ESSO italiana, con la consulenza della Commissione Nazionale per i corsi pilota in fisica: nel 2005, venticinque di essi sono divenuti disponibili su supporto informatico, sotto il titolo La fisica secondo il PSSC, un cofanetto di quattro DVD curato da Federico Tibone e Giovanni Pezzi.

### Episodi
| N° | Titolo                                |
| -- | ------------------------------------- |
| 1  | Tempo e orologi                       |
| 2  | Lunghi intervalli di tempo            |
| 3  | Cambiamenti Di Scala                  |
| 4  | I Cristalli                           |
| 5  | Eventi casuali                        |
| 6  | Le Forze                              |
| 7  | Inerzia e moto                        |
| 8  | Sistemi di riferimento                |
| 9  | Moti periodici                        |
| 10 | L'impulso Angolare                    |
| 11 | Gravitazione universale               |
| 12 | Energia Meccanica E Termica           |
| 13 | Secondo Principio Della Termodinamica |
| 14 | Introduzione all'ottica               |
| 15 | Legge di Coulomb                      |
| 16 | L'esperimento di Millikan             |
| 18 | Onde elettromagnetiche                |
| 19 | L'atomo Di Rutherford                 |
| 20 | La pressione della luce               |
| 21 | La velocita limite                    |
| 22 | I Fotoni                              |
| 23 | Interferenza Dei Fotoni               |
| 24 | L'esperimento Di Frank E Hertz        |
| 25 | La Dilatazione Del Tempo              |